# Lonchiphora
Lonchiphora is een geslacht van sponsdieren uit de klasse van de Hexactinellida.

## Soorten
- Lonchiphora antarctica Göcke & Janussen, 2011
- Lonchiphora inversa Ijima, 1927